# Löbnitz (Meklenbursko-Přední Pomořansko)
Löbnitz je obec v německé spolkové zemi Meklenbursko-Přední Pomořansko. Leží na řece Barthe v zemském okrese Přední Pomořansko-Rujána na severním okraji státu.
Městem prochází Darsská dráha z Velgastu do Barthu, která dříve končila až v Prerowě na poloostrově Fischland-Darß-Zingst.